# Kalifornisk vekfisk
Kalifornisk vekfisk (Totoaba macdonaldi) är en salt- och brackvattensfisk i familjen havsgösfiskar som bara finns i Californiaviken.

## Utseende
En avlång fisk med spetsig nos och stor mun med underbett. Stjärtfenans bakkant är tydligt konvex med en liten spets på mitten. Färgen är dunkelt silverfärgad med mörka fenor och en ryggfena med tydligt hack som delar den i två delar. som mest kan den bli 200 cm lång och väga 100 kg.

## Vanor
Den kaliforniska vekfisken lever i grunda, kustnära vatten ner till 25 meters djup, där den lever på fiskar och räkor. Arten antas ha en medellivslängd av 19 år, med ett maximum kring 30 år.

### Fortplantning
Arten blir könsmogen vid en ålder av 6 till 7 år, och leker en gång om året, då den vandrar till de numera mycket salta (tidigare bräckta) vattnen i Coloradoflodens mynning.

## Utbredning
Utbredningsområdet omfattar endast centrala och norra Californiaviken i östra Stilla havet.

## Status
Den kaliforniska vekfisken är klassificerad som akut hotad ("CR", underklassificering "A2bcd") av IUCN, och beståndet minskar mycket kraftigt; mellan 1942 och 2007 har det gått ner med 95 %. Främsta orsakerna är överfiske och habitatförlust genom regleringar av Coloradofloden, som fått salthalten i yngelplatserna i flodens delta att öka drastiskt. Arten har tidigare varit föremål för ett intensivt, kommersiellt fiske och sportfiske. Den är skyddad i hela sitt utbredningsområde; 1975 förbjöds allt fiske i Mexiko, 1976 placerades den på CITES-listan (Convention on International Trade in Endangered Species), och 1979 rödlistades den i USA. Oavsiktliga fångster av räktrålare utgör emellertid ännu ett hot, dessutom pågår fortfarande ett illegalt fiske.